# 天主教中华全国教务协进委员会
天主教中华全国教务协进委员会（簡稱天主教教務協進會，又稱為天主教中央局）是20世纪中叶中国天主教的全国教务领导和协调机构，设于中華民國上海市岳阳路197号。

## 歷史
1947年12月3日，聖座第一任驻华公使黎培理總主教指示创办天主教中华全国教务协进委员会。下设文化事业组、法律组、教友传教组（领导各地的圣母军活动）、劳工组、修院教育组、学校教育组、宗座善会组、联络组、留学生服务组、农业组（设于南京）。在上海、北京、天津设立3个分会。委员十余人，来自中国南北各省的不同传教区以及不同的修会背景，国籍方面大致中外各占一半：
- 華理柱（天主教江门教区主教、美国玛利诺外方传教会会士），任秘书长；
- 趙玉明（天主教林东监牧区主教、生于法国的加拿大魁北克外方傳教會会士），任副秘书长、修院教育组主任；
- 陳哲敏（教廷驻华公使馆的中文秘書）；
- 高乐康（François-Xavier Legrand，比利时籍），任文化事业组主任，主编该会机关报英文《中国传教士》（China Missionary）杂志；
- 梅雨丝（Meeus Charles，比利时籍），任财务组组长；
- 莫克勤（爱尔兰圣高隆庞会传教士），来自天主教汉阳教区，任圣母军组组长；
- 沈士贤（中国籍），来自汉阳教区，宗座善会组主任，负责发展圣母军；
- 田望霖（Allain De Terwangne，比利时籍），任法律组主任；
- 董世祉（中国籍），任协进会教理讲座组组长[1]；
- 张介眉（中国籍）；
- 高思谦（天主教汾阳教区副主教），学校教育组、劳工组主任；
- 毛振翔（中国籍），留学生服务组主任；
- 明德（F. A. Mc Vaire又译麦槐尔，美国籍），中国天主教福利会主任

陳哲敏、沈士賢、董世祉为1950年代中国天主教“四大才子”之列（连同张伯达），陳哲敏为羅馬傳信大學教授、哲學博士，沈士賢拥有欧洲大学的神学、哲学及政治三个博士头衔。陈哲敏、沈士贤均在震旦女子文理學院和震旦女中兼课，借机接触青年学生，鼓励他们忠于天主教信仰，激发宗教热情。在震旦女子文理院成立了上海圣母军第一个支会——“善导圣母军支团”。1949年初，又在震旦女中先后组建2个支团，分别名“可奇之母支团”和“仁慈之母支团”，共22人。1949年3月27日，沈士贤率上海圣母军人员在伯多禄堂举行誓师大会。此后，圣母军在上海市迅速发展。
1951年6月6日，中国人民解放军上海市军事管制委员会宣布查封天主教中华全国教务协进委员会。1951年9月6日，陳哲敏、沈士賢、侯之正，高樂康，赵玉明5人在上海天主教協進會，莫克勤神父在高隆邦會同日被捕，關在上海市南車站路看守所（关押特务的地方）。1951年10月8日，上海市军管会宣布取缔圣母军。
沈士賢因风湿性心脏病在上海市监狱医院病逝。侯之正神父也在关押期间病逝。1954年赵玉明主教、莫克勤神父被驱逐出境。
1958年10月18日，華理柱主教在上海被判处20年徒刑。
1960年3月17日，陳哲敏作为龔品梅反革命集团成员之一，同1955年9月8日被捕的龔品梅主教等人一起受审，被判处20年徒刑。判刑后，被送到安徽黃山，修築登山公路。1961年8月26日，陈哲敏在安徽省巢湖地区庐江县白湖農場因營養极度缺乏、勞役過重死亡。
1970年7月10日，因中美关系将要有重大变化，華理柱主教被提前释放，成为最后一个离开中国大陸的西方传教士。

## 後續
1952年，黎培理來到台灣，在台北恢復了教廷駐華公使館（後於1959年升格為大使館）以及天主教教務協進會。1967年4月21日，中國主教團（今台灣地區主教團）成立，天主教教務協進會改組為該團之秘書處，對外仍保留「天主教教務協進會」之名稱，但現已少用。